# Jantzenfiltrering
Inom matematiken är en Jantzenfiltrering en filtrering av en Vermamodul av en halvenkel Liealgebra, eller en Weylmodul av en reduktiv algebraisk grupp av positiv karakteristik. Jantzenfiltreringar introducerades av Jantzen (1979).